# Narciso Ibáñez Serrador
Pour les articles homonymes, voir Ibáñez.
Narciso Ibáñez Serrador aussi connu comme Chicho Ibáñez Serrador ou par son pseudonyme Luis Peñafiel, est un scénariste et réalisateur uruguayen né le 4 juillet 1935 à Montevideo (Uruguay) et mort le 7 juin 2019 à Madrid (Espagne). 
Il s'est démarqué par sa contribution au cinéma de fantasy et d'horreur en espagnol, ainsi que par les nombreux programmes qu'il a réalisés pour la télévision publique espagnole.

## Biographie
Narciso Ibáñez Serrador est né en 1935 à Montevideo et a été influencé dès le plus jeune âge par le monde du théâtre : son père était le metteur en scène de théâtre espagnol Narciso Ibáñez Menta, tandis que sa mère était l'actrice argentine Pepita Serrador. Il a passé son enfance en Amérique latine à accompagner leurs parents lors de leurs tournées. Il fait ses débuts à huit ans en doublant Panpan du film Bambi pour les pays de langue espagnole.
En 1947, il s'installe en Espagne où il fréquente le lycée de Salamanque. Il a commencé à travailler avec la compagnie de théâtre de sa mère et en 1951, il a débuté comme acteur sur la scène. Plus tard, il a fait ses débuts de metteur en scène avec La Ménagerie de verre de Tennessee Williams. Au cours des années 1950, il a écrit nombreuses œuvres pour la radio sous le pseudonyme de Luis Peñafiel et il a réalisé des programmes de vulgarisation comme Los premios Nobel (Les prix Nobel) et Cuentos para mayores (Des contes pour adultes) aussi pour la radio en Amérique Latine et en Espagne
En 1963, il commença à travailler à la télévision espagnole et plus tard, passa à la réalisation de longs métrages et réalisa des films tels que La Résidence (La Residencia) en 1969 et Les Révoltés de l’an 2000  (¿Quién puede matar a un niño?) en 1976. Les deux œuvres qui l'ont rendu célèbre en Espagne étaient à la télévision. Il s'agissait de l'émission de jeu Un, dos, tres ... responda otra vez et de la série d'horreur Historias para no dormir.
En 2001, Narciso Ibáñez Serrador reçoit la médaille d'or du mérite des beaux-arts par le ministère de l'Éducation, de la Culture et des Sports.
Il est décédé le 7 juin 2019 d'une infection des voies urinaires à l'âge de 83 ans[réf. nécessaire].

## Filmographie

### Comme scénariste
- 1958 : Rasputín (TV)
- 1959 : Ligeia (TV)
- 1959 : Berenice (TV)
- 1960 : Ceremonia secreta (feuilleton TV)
- 1960 : Obras maestras del terror
- 1960 : El Fantasma de la ópera (feuilleton TV)
- 1960 : Hombre que cambió de nombre (TV)
- 1960 : La Figura de cera (feuilleton TV)
- 1961 : Arsenio Lupin (feuilleton TV)
- 1962 : El Hombre que comía los pecados (feuilleton TV)
- 1962 : Un Hombre encantador: Las aventuras de Landrú (feuilleton TV)
- 1965 : El Trapero (TV)
- 1967 : La Zarpa (TV)
- 1967 : Historia de la frivolidad (TV)
- 1969 : La Résidence (La Residencia)
- 1974 : El Trapero (TV)
- 1974 : La Pesadilla (TV)
- 1974 : El Regreso (TV)
- 1974 : Los Bulbos (feuilleton TV)
- 1974 : La Zarpa (TV)
- 1976 : Les Révoltés de l'an 2000 (¿Quién puede matar a un niño?)
- 1982 : El Trapero (TV)
- 2006 : La Faute (Películas para no dormir: La culpa) (TV)

### Comme réalisateur
- 1964 : La Historia de San Michele (série télévisée)
- 1965 : El Trapero (TV)
- 1967 : La Zarpa (TV)
- 1967 : Historia de la frivolidad (TV)
- 1968 : ¿Es usted el asesino? (feuilleton TV)
- 1969 : La Résidence (La Residencia)
- 1974 : El Televisor (TV)
- 1974 : El Trapero (TV)
- 1974 : La Pesadilla (TV)
- 1974 : El Regreso (TV)
- 1974 : Los Bulbos (feuilleton TV)
- 1974 : La Zarpa (TV)
- 1976 : Les Révoltés de l'an 2000 (¿Quién puede matar a un niño?)
- 1981 : Mis terrores favoritos (série télévisée)
- 1981 : Deporte para todos (série télévisée)
- 1982 : El Trapero (TV)
- 2003 : Memoria de elefante (série télévisée)
- 2006 : La Faute (Películas para no dormir: La culpa) (TV)